# Frida Kovač
Frida Kovač roj. Fichtmüller (nemško; Fride Kováts geb. Fichtmüller, madžarsko Kováts Karolné Fichtmüller Frida), slovenska in nemška pisateljica  * 8. december 1908,  Leoben, † 8. junij 1996, Maribor.

## Življenjepis
Frida Kovač se je rodila 8. december 1908 v Leobnu v takratni Avstro-Ogrski. Njen oče Julius Fichtmüller, je bil inženir, ki je služboval po celotni Avstro-Ogrski. Rojen je bil v Mariboru, kot sin priseljencev iz zgornje Avstrije. Mati je bila Prekmurka Katharina Fichtmüller roj. Horvath, ki je bila nekaj časa oskrbnica dveh otrok grofa Spielberga. Med prvo svetovno vojno je družina Fichtmüller živela v Ljubljani. Kmalu po vojni ji je umrl oče in lagodnega življenja je bilo konec. Zaradi devalvacije po vojni sta z mamo izgubili ogromno premoženja in se preselili v Gradec, kjer je Katharina s preostalim denarjem zgradila gostilno z več stanovanji. V Gradcu je obiskovala meščansko šolo, nato pa še leta 1924 dveletno trgovsko šolo. 1928 se je poročila z Karelom Kovats-om in se preselila v Gornje Slaveče, kjer je začela pisateljevati. Tam je živela vse do moževe upokojitve. Nato sta se preselila v Maribor, kjer sta ostala do smrti.
Že zelo hitro se je naučila prekmurščine in madžarščine. Prve sestavke je objavljala v nemškem časopisu Neue Zeit, ki je izhajal v Zagrebu. Nato je pisala krajša prozna dela in pesmi, ki so bili objavljeni v Düševnem listu ter Evangeličanskem kalendarju. Ta prva dela so bila v prekmurščini in nemščini. Nato je poskušala pisati novele v slovenščini. Rudi Čačinovič, ki je urejal v Mariborskem Večerniku Prekmursko stran, jo je povabil k sodelovanju in v letih 1937−1939 so se pojavili njeni prvi podlistki iz prekmurskega življenja. Miško Kranjec ji je pomagal da so bili njeni sestavki objavljeni tudi v Mladem Prekmurcu v letih 1937-1939. V Murski krajini je izšel roman Mati in drugi krajši sestavki. Roman Nesrečnik bi moral iziti tudi v knjižni obliki, kar pa je preprečila druga svetovna vojna. Po vojni je pisala krajše sestavke, ki pa so večinoma izšli v Evangeličanskem listu. Napisala je tudi dramo Kruh.

## Galerija
- Frida Kovač stara 1-2 leti
- Frida Kovač s svojo mamo Katharino Fichtmüller roj. Horvath
- Fridina starša: Julius Fichtmüller in Katharina roj. Horvath